# Kisfalud (Székesfehérvár)
Kisfalud Székesfehérvár egy városrésze. Kelet felől a már megszűnt Bicske–Székesfehérvár-vasútvonal halad el mellette, délről pedig a 8116-os út és a 7-es főút harántolja. A 22-es busz végállomása is itt található.

## Története
Kisfaludot a középkorban Novaj pusztaként említik. A csókakői váruradalom része volt. A török hódoltság alatt többnyire elnéptelenedett puszta. 1691-ben a Hochburg család csókakői birtokaihoz tartozott, majd örökösödés során a Lamberg család vette birtokba. 1730-ban Lamberg Rudolf birtoka volt. A II. József kori összeírások idején a puszta az egyik legkisebb külterületi lakott hely volt. 2 házban 5 család lakott. A 18. század a Novaj és a Kisfalud elnevezéseket is használták egyaránt. Novaj, a Kézai Simon krónikájából ismert – már említett – Noé-heggyel azonosítható. A 13. században királyi, királynői birtok volt. A 19. század elején vált általánossá a Kisfalud elnevezés, ekkoriban a puszta Pákozdhoz tartozott. Az eklektikus stílusú kastélyt az 1830-as években a Simay család építette.